# 19 липня
19 липня — 200-й день року (201-й у високосні роки) в григоріанському календарі. До кінця року залишається 165 днів.

## Свята і пам'ятні дні

### Національні
- Україна: День тренера[1] (2021)
- Лаос: День Незалежності. (1949)
- Колумбія: День героїв Вітчизни та їх сімей. (Día de los Héroes de la Patria y sus familias)
- Японія: День жінок-міністрів.
- США: День коктейлю «Дайкірі».

### Релігійні

#### Християнство

##### Католицизм
- День Святого Епафраса.
- День Святої Макрини Молодшої.
- День Святого Симаха.

##### Православ'я
- Преподобної Макрини, сестри свтятителя Василія Великого.
- Преподобного Дія.
- Знайдення мощей преподобного Серафима, Саровського чудотворця.
- Преподобного Паїсія Києво-Печерського, в Дальніх печерах.
- Блаженного Стефана і матері його Милиці, Сербських[2].

### Іменини
Православ'я: Серафим, Стефан

## Події
- 64 — в часи правління Нерона спалахнула «Велика пожежа»: з 14 кварталів Риму вогонь цілковито знищив 4 і значно пошкодив 7 кварталів.
- 711 — між вестготами і армією Омеядів відбулася битва при Гвадалете, що закінчилася повною перемогою арабів. Наслідком битви стало падіння держави вестготів, завоювання арабами Піренейського півострова і подальші майже 800 років Реконкісти.
- 1551 — Карлсбурзьким договором підтверджені права Габсбургів на Угорське королівство і Трансильванське князівство.
- 1650 — у Чигирині Богдан Хмельницький уклав військовий союз Туреччиною.
- 1822 — французький вчений Жозеф Ньєпс зробив першу у світі фотографію.
- 1870 — почалася французько-прусська війна.
- 1900 — відкрилося Паризьке метро.
- 1953 — почалося Воркутинське повстання у таборі «Річлаг» Комі АРСР РФ.
- 1959 — початок арештів членів Українського Національного Комітету — дисидентської підпільної організації, що діяла в період 1957—1962 років і ставила за мету підготовку свідомих патріотів для агітаційної націоналістичної праці у Східній Україні.
- 1969 — Індіра Ганді віддала розпорядження про націоналізацію 14 найбільших індійських банків.
- 1980 — у Москві відкрились XXII Олімпійські ігри, які бойкотували багато держав світу через вторгнення Радянського Союзу до Афганістану.
- 1996 - розпочалися XXVI  Олімпійські ігри в Атланті (США).
- 2022 — Албанія та Північна Македонія розпочали перемовини про вступ до ЄС.

## Народились
Дивись також Категорія:Народились 19 липня
- 1688 — Джузеппе Кастільйоне (Лан Шинін), італійський художник і архітектор, єзуїт, місіонер, придворний художник китайського імператора Цяньлуна.
- 1814 — Семюел Кольт, американський зброяр, промисловець, винахідник.
- 1834 — Едґар Деґа (Едґар-Ілер-Жермен де Ґа), французький живописець, імпресіоніст.
- 1852 — Володимир Науменко, український методист-новатор і теоретик педагогіки, заступник голови УЦР, міністр освіти в уряді гетьмана П. Скоропадського.
- 1876 — Володимир Чехівський, український громадсько-політичний діяч, голова Ради Міністрів УНР.
- 1892 — Ілько Борщак, український історик і публіцист, дипломат, видавець першого у Франції підручника української мови (1946).
- 1893 — Володимир Маяковський, російський поет українського походження.
- 1929 — Галина Зубченко, українська художниця.
- 1935 — Василь Ліванов, радянський актор.
- 1940 — Віктор Носов, український радянський футболіст і тренер.
- 1947 — Браян Мей, британський рок-музикант, гітарист гурту Queen, автор хіту «Show Must Go On».
- 1957 — Віталій Гайдук, український підприємець, політичний діяч, співзасновник корпорації «Індустріальний союз Донбасу», один з найбагатших українців.
- 1971 — Віталій Кличко, український боксер і політик.
- 1976 — Олександр Радченко, український футболіст.
- 1976 - Бенедикт Камбербетч, британський актор.
- 1983 — Яна Саленко, українська балерина, прима Берлінського державного балету і запрошена зірка Королівського театру Ковент-Гарден у Лондоні.

## Померли

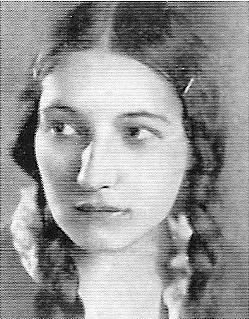
Алла Лисянська

Людмила Фоя

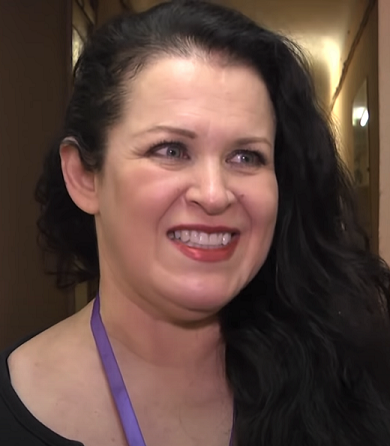
Руслана Писанка

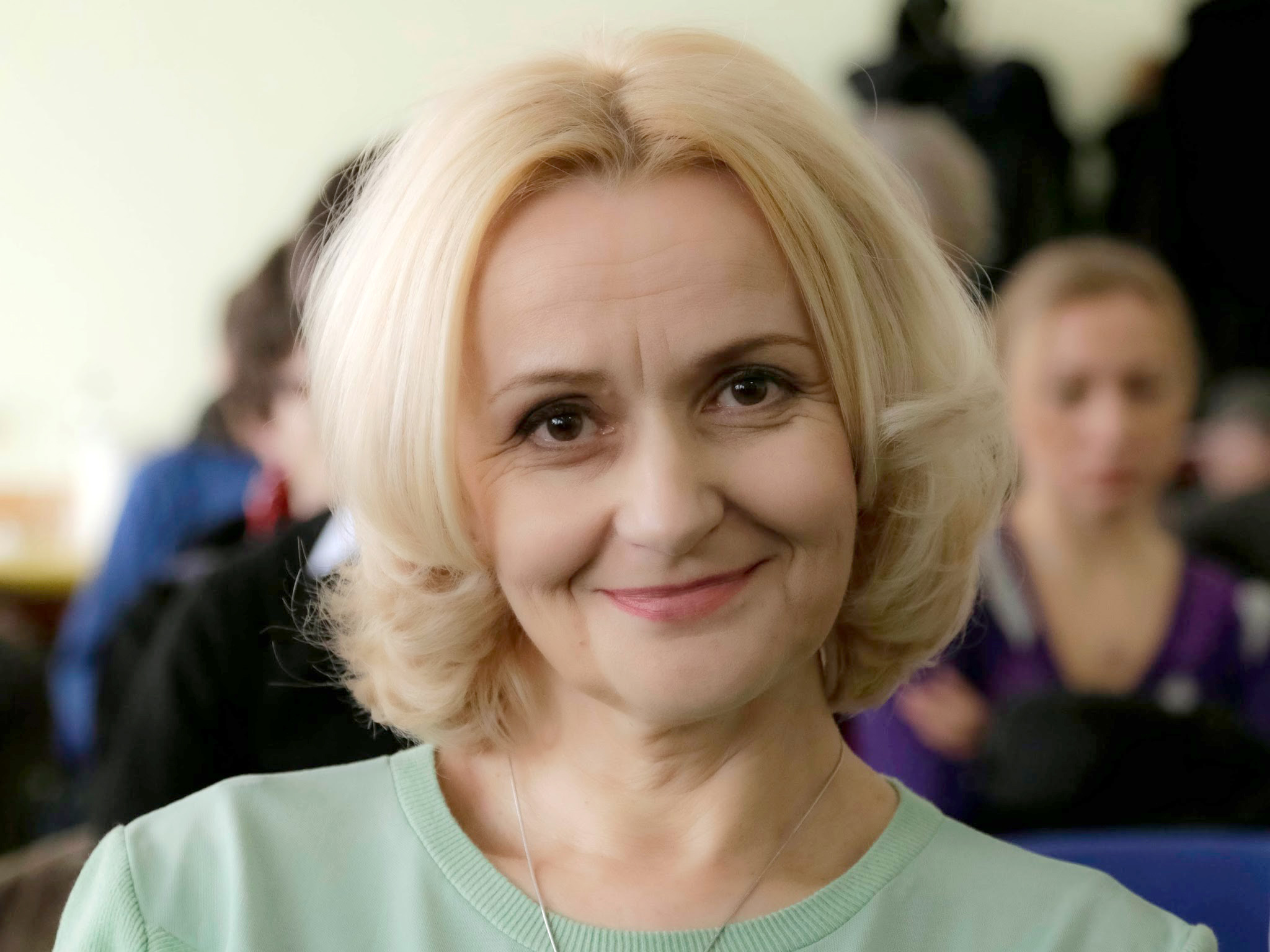
Ірина Фаріон

Дивись також Категорія:Померли 19 липня
- 1374 — Франческо Петрарка, італійський поет, один із засновників гуманізму (його називають «батьком гуманізму»).
- 1876 — Іван Сошенко, український маляр і педагог.
- 1937 — Гульєльмо Марконі, італійський вчений, винахідник радіо; нобелівський лауреат (1909).
- 1944 — Алла Лисянська, українська художниця.
- 1945 — Августин Волошин, президент Карпатської України. Загинув у радянській тюрмі.
- 1950 — Людмила Фоя, українська підпільниця, діячка УПА, письменниця, загинула в бою з НКВС.
- 1955 — Юліс Мадерніекс, латвійський живописець, художник-проєктувальник, графік.
- 1957 — Курціо Малапарте, італійський кінорежисер, сценарист, журналіст, дипломат, письменник, військовий кореспондент, романіст, есеїст, драматург.
- 1961 — Пол Віллард Меррілл (1887—1961), американський астроном.
- 1980 — Ганс Моргентау, американський науковець, засновник теорії політичного реалізму.
- 1982 — Г'ю Еверетт, американський фізик.
- 1989 — Бен'ямін Тамуз, ізраїльський письменник («Мінотавр»).
- 1998 — Микола Лебедь, український політик, український політик, перший начальник Служби безпеки ОУН, один з лідерів ОУН-УПА.
- 2009 — Френк Маккурт, американський письменник, лауреат Пулітцерівської премії.
- 2010 — Девід Воррен, австралійський науковець, винахідник бортового самописця («чорна скринька»).
- 2022 — Руслана Писанка, українська телеведуча та акторка театру і кіно.
- 2024 — Ірина Фаріон, українська мовознавиця, педагогиня, науковиця, докторка філологічних наук, професорка, політикиня.